# Vittore Crivelli

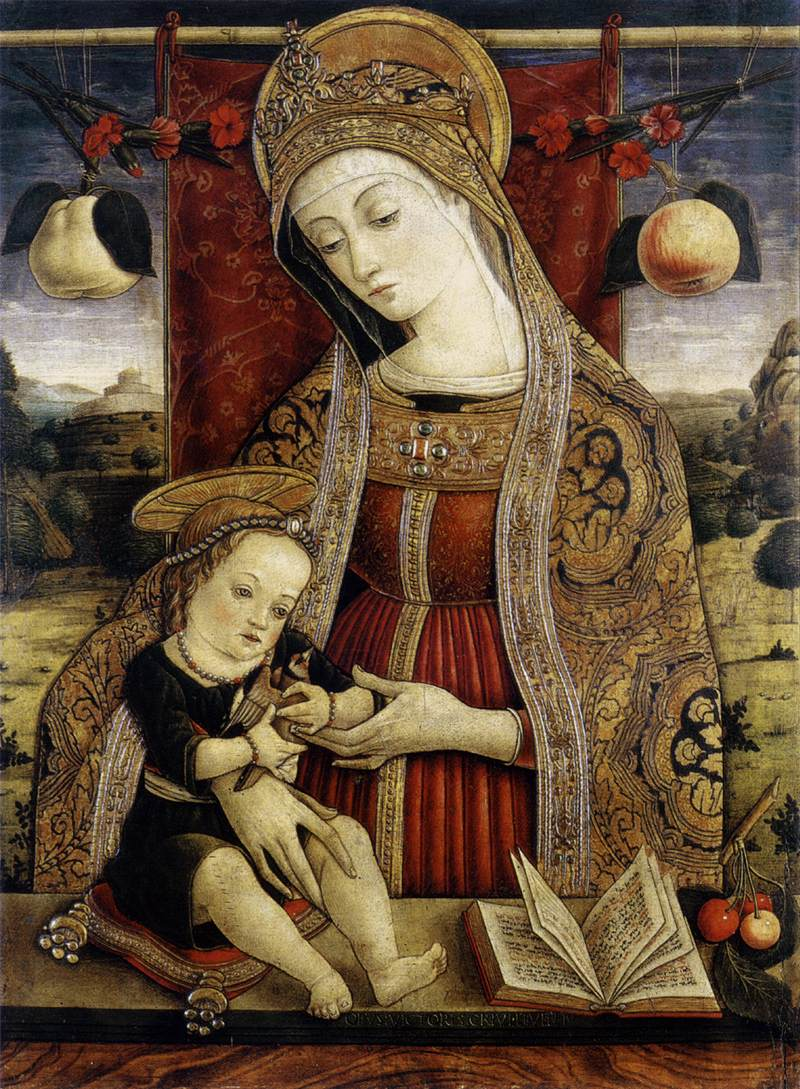
Virgen con el Niño, Museo de Budapest

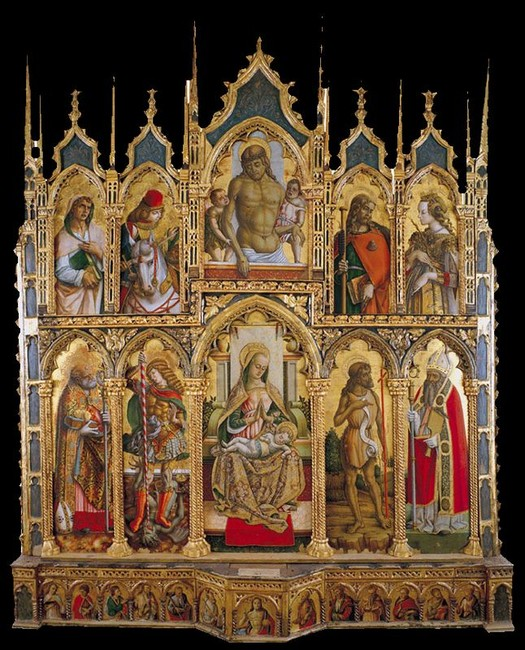
Políptico de Monte Sanmartino

Vittore (o Vittorio) Crivelli (Venecia, 1444/1449 - Fermo, desp. 10 de noviembre de 1501) fue un pintor italiano del primer Renacimiento.

## Biografía
Nació en el seno de una familia de artistas, pues tanto su padre Giacomo como su hermano Carlo fueron pintores. Comenzó su carrera artística como colaborador de su hermano, junto al que se trasladó a Zara en 1465. Allí inició una carrera independiente. Tras muchos años residiendo en Dalmacia, volvió a seguir los pasos de su hermano mayor y en 1481 se trasladó a las Marcas, instalándose en Fermo, donde figura como residente en 1489. Parece que vivió y trabajó en esta población holgadamente hasta su muerte.
Su arte es claramente derivativo del más original y dotado de su hermano Carlo. Sus figuras recuerdan grandemente a los tipos creados por este último, aunque carentes del vigor y la expresividad que el mayor de los Crivelli sí supo conferirles. Sin embargo, Vittore no estuvo desposeído de talento, pues dotó a sus personajes de una dulzura y candidez característicos. No obstante, su evolución como artista fue prácticamente nula a lo largo de toda su carrera, siendo muy difícil diferenciar sus obras de juventud de las realizadas en la última fase de su vida. A pesar de la diferencia de talento entre ambos hermanos, la documentación conservada demuestra que los pagos efectuados a Vittore eran apenas menores que los hechos a Carlo en encargos similares, lo que hace patente que Vittore era también un artista altamente considerado por sus coetáneos.
Su hijo Giacomo Crivelli el Joven fue también pintor, aunque de menor entidad. Ninguna obra de su mano ha llegado hasta nuestros días.

## Obras destacadas
- Virgen entronizada con santos (1481, Pinacoteca Vaticana, Roma)
- Políptico (1481, Philadelphia Museum of Art)
- Virgen con el Niño (1482, Szépmûvészeti Múzeum, Budapest)
- Virgen con el Niño (1489, Santa Maria del Pozzo, Montesanmartino)
- Virgen con el Niño (1490, San Martino, Montesanmartino)